# Lázaro Cárdenas (Quintana Roo)
Lázaro Cárdenas è una municipalità dello stato di Quintana Roo, nel Messico meridionale, il cui capoluogo è la località di Kantunilkín.
Conta 25.333 abitanti (2010) e ha una estensione di 3.881 km².
Il paese deve il suo nome a Lázaro Cárdenas del Río, presidente del Messico.

## Luoghi e monumenti di interesse
Nel territorio comunale si trova l'isola di Holbox, paradiso tropicale con una ricchissima fauna marina.